# Ду Юй
Ду Юй, (кит. 杜預, 222—285), почетное имя Юанькай (元凱), — военачальник Цао Вэй, служивший затем империи Цзинь. Во время завоевания враждебного государства Шу Хань Ду Юй был одним из главнокомандующих под началом Чжун Хуэя. Командовал армией при завоевании Восточного У в качестве защитника юга. Ду Юй сумел нанести потери сильной армии противника за небольшой промежуток времени и принял капитуляцию последнего правителя Восточного У Сунь Хао.
После возвращения из похода против Шу Ду Юй женился на младшей сестре Сыма Чжао, принцессе Гаолу (高陆). Он был предком поэта династии Тан Ду Фу.

## Литературное творчество
Ду Юй был плодовитым писателем. Утверждается, что он читал Цзочжуань так часто, что стал зависим от этой книги.

## Должности и титулы
- Господин в Имперском Секретариате (尚書郎)
- Хоу Фэнлэ (豐樂亭侯), унаследованный Ду Юем от отца Ду Шу
- Армейский Советник (參軍)
- Главный Писарь (長史) генерала, Охраняющего Запад Чжун Хуэя
- Военный Судья, Умиротворяющий Запад (安西軍司)
- Инспектор Циньчжоу (秦州刺史)
- Полковник Восточных Цянов (東羌校尉)
- Генерал Легких Колесниц (輕車將軍)
- Старший генерал, Охраняющий Юг (鎮南大將軍)
- Начальник Служащих (司隸校尉)
- Тэцзинь (特進)

Следующие два титула даны Ду Юю посмертно:
- Старший генерал, Атакующий Юг (征南大將軍))
- Чэн-хоу (成侯)